# Holmogori
Holmogori (ruski: Холмого́ры) je povijesno selo i središte Holmogorskog rajona u Arhangelskoj oblasti u Rusiji. Nalazi se na lijevoj obali rijeke Sjeverne Dvine, 75 km jugoistočno od Arhangelska i 90 km sjeverno od samostana svetog Ante Sijskog. 
Ime Holmogori je došlo iz finskog jezika, a znači "stijena smrti".
Još od 14. stoljeća, ovo selo (a čije se ime tada izgovaralo Kolmogori) je bilo važna trgovačka postaja Novgorodske republike na dalekom sjeveru današnje Rusije.
Njegova trgovinska važnost je narasla još više 1554. godine, kada ga je Moskovsko društvo uzelo za središte svoje trgovine krznima. Švedi su opsjedali drvenu tvrđavu za Doba nevolja (1613.), ali su se morali sramno povući. 
Tijekom 17. i 18. stoljeća, naselbina je bila mjesto izgona, posebice za bivšu regenticu Anu Leopoljdovnu i njenu djecu.
Godine 1682., posvećena je holmogorska katedrala (koja je na šest stupova), najveća u tom području. Razorili su ju boljševičke vlasti 1930-ih. Brojna starinska drvena svetišta još postoje u okolici. 
Jedno od obližnjih sela je rodno mjesto velikog ruskog znanstvenika Mihaila Vasiljeviča Lomonosova. 
Mjesni obrtnici su bili stekli slavu zbog njihova umijeća rezbarenja u bjelokosti od mamuta i morževa. Lomonosovljeva tvornica bjelokostnog rezbarenja čuva srednjovjekovnu tradiciju ove pučke umjetnosti.

## Vanjske poveznice
- Šahovski pribor iz 18. stoljeća napravljen u Holmogorju
- Suvremeni radovi Holmogrjskih obrtnika